# Gustav Laurensson (Ängaätten)

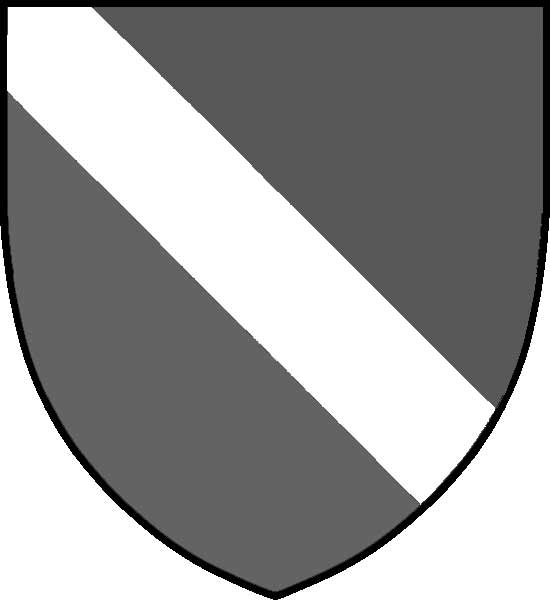
Snedbjälke utan tinktur

Gustav Laurensson (Ängaätten) (Gustaf Larsson (Snedbjälke av Ed)) född cirka 1398, död efter 1 januari 1463, var ett svenskt riksråd och lagman. 

## Biografi
Han var 1430-1431 fogde i Värend. 1435 blev han riksråd och var det ännu 1446. Tillsammans med Birger Birgersson (Trolle) d.y. var han 1439-1440 hövitsman på Kalmar slott. 1441 var han häradshövding i Allbo härad. Han blev riddare mellan 4 juli 1441 och 1442 – troligen vid kung Kristoffers kröning i Uppsala 14 september 1441. Han var hövitsman på Åbo slott på 1450-talet. Under Karl Knutssons regering var han ett av de riksråd som flydde till Danmark varifrån han återkom 1457. Mellan 1457 och 1461 var han lagman i Tiohärad. 1463 är han åter riksråd. 

### Familj
Han gifte sig senast 1439 med Margareta Olofsdotter (Hjulstaätten), dotter till häradshövdingen Olof Haraldsson (Hjulstaätten). De fick tillsammans barnen Anna Gustavsdotter som var gift med riddaren Knut Bengtsson (Ulv), riddaren Ficke Gustavsson (Ängaätten) och riksrådet Erik Gustavsson (Ängaätten).